# Цяцкун Денис Петрович
Дени́с Петро́вич Цяцку́н — контрадмірал, начальник Управління внутрішньої та власної безпеки Адміністрації Державної прикордонної служби України.

## З життєпису
В липні 2014 року брав участь у боях за Талове.
Станом на березень 2017 року — заступник начальника факультету іноземних мов та гуманітарних дисциплін по роботі з персоналом Національної академії Державної прикордонної служби України імені Богдана Хмельницького, полковник.
Станом на 2021 рік перебував на посаді начальника Управління внутрішньої та власної безпеки Адміністрації Державної прикордонної служби України.

## Військові звання
- Коммодор (24 серпня 2021)[2].
- Контрадмірал (30 квітня 2025)[3]

## Нагороди
За особисту мужність і героїзм, виявлені у захисті державного суверенітету та територіальної цілісності України, вірність Військовій присязі під час російсько-української війни нагороджений
- орденом Богдана Хмельницького III ступеня (26.2.2015);
- медаллю «За військову службу Україні» (24.8.2012).